# Paramahansa Yogananda

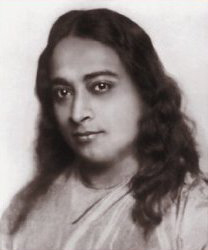
Paramahansa Yogananda

Paramahansa Yogananda परमहंस योगानन्‍द, född som Mukunda Lal Ghosh 5 januari 1893 i Gorakhpur, Uttar Pradesh, död 7 mars 1952 i Los Angeles, Kalifornien, var en indisk yogi och vishetslärare (guru) som spelade en avsevärd roll för spridandet av yogasystemet kriyayoga till väst.

## Yoganandas liv
Yogananda föddes i Gorakhpur i nuvarande indiska delstaten Uttar Pradesh, i en bengalisk familj med stort religiöst intresse. Enligt hans självbiografi var hans medvetande och erfarenheter av det andliga långt bortom det vanliga redan i barnaåren. Som ung sökte han upp många av Indiens hinduiska visa män, i hopp om att hitta en upplyst lärare som kunde guida honom i hans andliga sökande. Han mötte sin guru, swami sri Yukteswar Giri 1910, när han var 17 år. Sri Yukteswar var lärjunge till Lahiri Mahasaya, som i sin tur var lärjunge till den mytomspunne gurun Mahavatar Babaji som återupplivad och med hjälp av sina elever börjat sprida kriya yoga. 
Sedan Yogandanda tagit en lägre examen i konst på Scottish Church College i Calcutta, tog han sin examen i religionskunskap på Serampore College som hör till Calcuttas universitet. 1915 avgav han de formella löftena till en munkorden och blev Swami Yogananda. 1917 påbörjade Yogananda sitt livsverk genom att grunda och sköta en pojkskola i den indiska staden Ranchi som kombinerar moderna undervisningstekniker med träning i yoga och andliga ideal. Denna skola utvecklades senare till den indiska grenen av Yoganandas amerikanska organisation. Till USA kom han 1920, som Indiens delegat i en internationell religiös kongress i Boston. Samma år bildade han den religiösa organisationen Self-Realization Fellowship för att sprida sin undervisning om Indiens gamla traditioner av yoga och meditation över världen. De kommande åren undervisade och föreläste han på USA:s östkust, och 1924 gav han sig ut på en talarturne tvärs över kontinenten. Året därpå etablerade han Self-Realization Fellowships internationella högkvarter i Los Angeles.
När Yogananda verkat femton år i väst, tilldelade hans guru Sri Yukteswar honom titeln paramahansa.

## Läror och arv
I hans arbete The Self-Realization Fellowship Lessons ger Yogananda "hans djupgående undervisning i utövandet av den högsta yogavetenskapen om Guds-förverkligande. Denna uråldriga vetenskap förkroppsligas i de särskilda principerna och meditationsteknikerna av kriyayoga."  Han lärde ut kriyayoga och andra meditationstekniker för att hjälpa människor att uppnå den förståelse som han kallade självförverkligande:
 "Självförverkligande är att veta - i kropp, sinne och själ - att vi är ett med allestädesnärvarande Gud, att vi inte behöver be om att det kommer till oss, att vi inte bara i närheten av det hela tiden, men att Guds allmakt är vår allmakt, och att vi är lika mycket en del av honom nu som vi någonsin kommer vara. Allt vi behöver göra är att förbättra vår kunskap."
Paramahansa Yoganandas arbete fortsätter genom två organisationer han grundade - Self-Realization Fellowship (SRF) och Yogoda Satsanga Society of India (YSS). Self-Realization Fellowship har sitt huvudkontor i Los Angeles och "har vuxit till att omfatta mer än 500 tempel runt om i världen och medlemmar i över 175 länder". I Indien och omgivande länder sprids Yoganandas arbete av Yogoda Satsanga Society of India, som har mer än 100 centra, retreater och ashrams."  Daya Mata, en religiös ledare och direkt lärjunge till Yogananda som var personligt utvald och tränad av Yogananda, ledde Self-Realization Fellowship och Yogoda Satsanga Society of India från 1955 till 2010. Mrinalini Mata, en direkt lärjunge till Yogananda, är 2014 president och andlig ledare för dessa organisationer. Hon var också personligt utvald och utbildad av Yogananda för att hjälpa att sprida hans lära efter hans bortgång. Hon assisteras av en styrelse, som omfattar andra direkta lärjungar till Yogananda och som har utbildats av honom.

## Autobiography of a Yogi
1946 publicerade Yogananda sin självbiografi, Autobiography of a Yogi, som fick stor betydelse för att introducera vedisk filosofi till väst. Boken har översatts till arton språk, och säljer fortfarande i stora upplagor. Boken innehåller Yoganandas och hans lärare Sri Yukteswars försök att förklara händelser och verser i Bibeln såsom den om Edens trädgård, och beskrivningar av Yoganandas möten med andligt viktiga personer såsom Therese Neumann, det hinduistiska helgonet Sri Anandamoyi Ma, Mahatma Gandhi, Rabindranath Tagore, växtspecialisten Luther Burbank och den nobelprisbelönade fysikern Chandrasekhara Venkata Raman.

## Påståenden om kroppslig oförgänglighet
Som rapporterades i Time Magazine den 4 augusti 1952, skrev Harry T. Rowe, bårhuschef för Forest Lawn Memorial Park Cemetery i Glendale, Kalifornien, där Yoganandas kropp balsamerades, i ett attesterat brev:
 "Avsaknaden av visuella tecken på förfallet i den döda kroppen av Paramhansa Yogananda erbjuder den mest extraordinära fallet i vår erfarenhet .... Ingen fysisk upplösning var synlig i hans kropp även tjugo dagar efter döden .... Inga tecken av mögel var synligt på hans hud, och ingen synlig uttorkning ägde rum i kroppens vävnader. Detta tillstånd av perfekt bevarande av en kropp är, såvitt vi vet från bårhusets annaler, en makalös en .... Ingen som helst lukt av förruttnelse utgick från hans kropp .... "